# Fred Rogers
Frederick McFeely "Fred" Rogers (født 20. marts 1928 i Latrobe, Pennsylvania, USA, død 27. februar 2003 i Pittsburgh, Pennsylvania, USA) var en amerikansk skuespiller.